# Zheng Bin
Zheng Bin (chiń. 郑斌; ur. 4 lipca 1977 w Wuhanie) – chiński piłkarz występujący na pozycji obrońcy.
W 2007 roku, Zheng Bin wystąpił wraz ze swoją reprezentacją na Pucharze Azji.